# Marxes de Selma a Montgomery
Les marxes de Selma a Montgomery van ser tres marxes de protesta, realitzades el 1965, al llarg de la carretera de 54 milles (87 km) des de Selma, Alabama fins a la capital estatal de Montgomery. Les marxes van ser organitzades per activistes no-violents per demostrar el desig dels ciutadans afroamericans d'exercir el seu dret constitucional de vot, desafiant la repressió segregacionista; formaven part d'un moviment més ampli de drets de vot en marxa a Selma i a tot el Sud americà. En ressaltar la injustícia racial, van contribuir a la aprovació aquell any de la Llei de dret de vot, una important fita del moviment dels drets civils.
Les lleis estatals del Sud havien mantenien una sèrie de requisits i pràctiques discriminatòries que havien disminuït la majoria real dels milions d'afroamericans a tot el Sud al llarg del segle xx. El grup afroamericà conegut com a la Dallas County Voters League (Lliga de Votants del Comtat de Dallas) (DCVL) va llançar una campanya de registre d'electors a Selma el 1963. Units per organitzadors del Student Nonviolent Coordinating Committee (Comitè de Coordinació dels Estudiants No-Violents) (SNCC), van començar a treballar aquell any en un renovat esforç per registrar els votants negres.
Trobant que la resistència dels funcionaris blancs era intractable, fins i tot després que la Llei de drets civils de 1964 acabés amb la segregació legal, la DCVL va convidar el pastor Martin Luther King, Jr. i els activistes de la Southern Christian Leadership Conference (Conferència de Lideratge Cristià del Sud) (SCLC) a unir-se a ells. La SCLC va portar a Selma nombrosos líders dels drets civils el gener de 1965. Les protestes locals i regionals van començar, amb 3.000 persones arrestades a finals de febrer. Segons Joseph A. Califano Jr., que va exercir de cap d'assumptes interiors al president dels Estats Units, Lyndon Johnson, entre els anys 1965 i 1969, el president va considerar que King era un soci essencial per promulgar la Llei de dret de vot. Califano, a qui el president també va assignar per controlar la marxa final a Montgomery, va dir que Johnson i King havien parlat per telèfon el 15 de gener per planificar una estratègia per cridar l'atenció sobre la injustícia d'utilitzar proves d'alfabetització i altres barreres per evitar la votació als negres del Sud i que King havia informat més tard el president el 9 de febrer de la seva decisió d'utilitzar Selma per assolir aquest objectiu.
El 26 de febrer de 1965, l'activista i diaca Jimmie Lee Jackson va morir després de ser assassinat mortalment diversos dies abans pel soldat estatal James Bonard Fowler, durant una marxa pacífica a prop de Marion, Alabama. Per defugir i refermar la indignació de la comunitat, el director d'Acció Directa de la SCLC, James Bevel, que dirigia el moviment de dret a vot de Selma de la SCLC, va cridar a fer una marxa des de Selma fins a la capital estatal de Montgomery. Bevel treballava en el seu Projecte Alabama per al dret de vot des de finals de 1963.
Així, la primera marxa va tenir lloc el 7 de març de 1965, organitzada localment per Bevel, Amelia Boynton i altres. Les tropes estatals i els posse comitatus (ajudants en reserva del xerif) del comtat van atacar als marxadors sense armes amb porres i gasos lacrimògens després que van passar per sobre de la línia del comtat, i l'esdeveniment va passar a anomenar-se com Bloody Sunday (Diumenge Sagnant). Van deixar inconscient Boynton i els mitjans de comunicació van donar a conèixer a tot el món una imatge de la seva ferida al pont d'Edmund Pettus.
La segona marxa va tenir lloc el 9 de març. Les tropes, la policia i els marxadors es van encarar a l'extrem del pont del comtat, però llavors els soldats es van posar a banda i banda per deixar-los passar, King va portar els marxadors a l'església. Obeïa una ordre federal mentre buscava la protecció del tribunal federal per a la marxa. Aquella nit, un grup blanc va colpejar i assassinar l'activista dels drets civils James Reeb, un ministre universalista unitarista de Boston, que havia vingut a Selma per marxar amb el segon grup. També s'havien reunit molts altres clergues i simpatitzants de tot el país per a la segona marxa.
La violència del "Diumenge Sagnant" i l'assassinat de Reeb van provocar un clam nacional i alguns actes de desobediència civil, dirigits tant als governs d'Alabama com als federals. Els manifestants van demanar protecció per als marxadors Selma i una nova llei federal de dret de vot per permetre als afroamericans registrar-se i votar sense assetjament. El president Lyndon Johnson, l'administració del qual havia estat treballant en una llei sobre drets de vot, va celebrar una sessió conjunta històrica i televisada nacionalment del Congrés el 15 de març per sol·licitar la introducció i aprovació del projecte de llei.
El president Johnson es va comprometre a protegir els marxadors, ja que el governador Wallace s'havia negat a fer-ho. La tercera marxa va començar el 21 de març. Protegits per 1.900 membres de la Guàrdia Nacional d'Alabama sota comandament federal, i molts agents del FBI i marshals federals, els marxadors feien una mitjana de 16 milles al dia per la U.S. Route 80 (Ruta 80 dels Estats Units), coneguda a Alabama com el "Carretera de Jefferson Davis". Els marxadors van arribar a Montgomery el 24 de març i al Capitolí d'Alabama el 25 de març. Amb milers de persones que s'havien sumat a la campanya, aquell dia 25.000 persones van entrar a la capital a favor del dret de vot.
La ruta és memorialitzada com a "Selma To Montgomery Voting Rights Trail".